# 中村能三
中村 能三（なかむら よしみ、1903年9月30日 - 1981年3月5日）は、日本の翻訳家（英米文学）。日本における初期の職業翻訳家の一人。

## 経歴・人物
福岡県生まれ。
福岡県立中学修猷館卒業後、旧制福岡高等学校に進学したが中退。東京専門学校英文科卒。
一時、地方紙に小説などを書いていたが、その後日本の職業翻訳家の草分けであった大久保康雄の下訳者（中村は大久保より2歳年上）になり、修業期間を経て職業翻訳家として独立。
クローニンなどの訳やジュニア小説から、アガサ・クリスティなど推理小説を多数翻訳した。戦前から大久保の下訳者をつとめた経験から、大久保の影武者と自他ともに認めていたという（宮田昇『戦後翻訳風雲録』）。
翻訳学校の草分け的な学校・日本翻訳専門学院の校長をつとめ、常盤新平、山下諭一、柳瀬尚紀、高橋泰邦らが講師をつとめた。弟子に吉野美恵子、水野谷とおる、成川裕子、佐々田雅子らがいる。
友人たちの中では名前の音読みである通称「ノーゾウさん」で通っており、兄弟のようにつきあっていた大久保に先立ち、1981年、友人の海渡英祐宅にて心筋梗塞で急死した。中村から翻訳を学んだ田中小実昌・永井淳によると、海渡、永井、柳瀬の三人と麻雀をしている最中において牌を握りしめたまま息を引き取ったという。

## 翻訳
- 『わが子よ、わが子よ』上・下(ハワード・スプリング、三笠書房） 1940 - 1941
- 『愛のたそがれ - ルシイ・ゲイハート』（ウィラ・キャザー、三笠書房、現代アメリカ小説全集9） 1940
- 『わが谷は緑なりき』（ルウェリン、三笠書房） 1951
- 『小公子』（バーネット夫人、三笠書房） 1951、のち新潮文庫
- 『宝島』（スティヴンソン、三笠文庫） 1951
- 『巴里の女』（Christmas Holiday、モーム、三笠書房、モーム選集8） 1951
- 『オリヴァ・ツィスト』（ディッケンズ、新潮社） 1953、のち新潮文庫
- 『クリスマスの休暇』（モーム、三笠書房、モーム選集3） 1953、のち新潮文庫
- 『絶望の日記』（W・N・ P・ バーベリオ、新潮社、一時間文庫） 1954
- 『足ながおじさん』（ウェブスター、三笠書房、若草文庫） 1955
- 『続 足ながおじさん』（ウェブスター、三笠書房、若草文庫） 1955
- 『要約すると』（モーム、新潮社、モーム全集25） 1955、のち新潮文庫
- 『十七才の夏』（モーリーン・デイリ、秋元書房） 1956、のち角川文庫
- 『高校生ケーティ』（スーザン・クーリッジ、秋元書房） 1956
- 『ウィーンの殺人』（E・C・R・ロラック、東京創元社、現代推理小説全集） 1957
- 『帽子から飛び出した死』（クレイトン・ロースン、早川書房） 1957、のちハヤカワ・ミステリ文庫
- 『月長石』（ウィルキー・コリンズ、東京創元社、世界大ロマン全集） 1957、のち創元推理文庫
- 『赤いリスの秘密』（エラリイ・クウィーン、早川書房） 1958、のちハヤカワ文庫
- 『彼が蛇を殺すはずはない』（ディクスン・カー、東京創元社、ディクスン・カー作品集11） 1958、のち改題『爬虫類館の殺人』（創元推理文庫） 1960
- 『ハイティーンの悩み』（マージョリ・ホール、秋元書房） 1958
- 『死者との結婚』（ウィリアム・アイリッシュ、早川書房）1958、のちハヤカワ・ミステリ文庫
- 『完全殺人事件』（クリストファ・ブッシュ、東京創元社） 1958、のち創元推理文庫
- 『サキ短篇集』（サキ、新潮文庫） 1958
- 『曲った蝶番』（ディクスン・カー、東京創元社、ディクスン・カー作品集6） 1959、のち創元推理文庫
- 『大胆なおとり』（E・S・ガードナー、早川書房、世界ミステリシリーズ） 1959、のちハヤカワ・ミステリ文庫 1983
- 『僧正殺人事件』（S・S・ヴァン・ダイン、新潮文庫） 1959
- 『こびとの呪』（Lukundoo、エドワード・L・ホワイト、東京創元社、世界恐怖小説全集7） 1959
- 『皇帝の嗅ぎ煙草入れ』（ディクスン・カー、中央公論社、世界推理名作全集6） 1960、のち嶋中文庫
- 『殺意 / 伯母殺人事件』（フランシス・アイルズ / リチャード・ハル、中央公論社、世界推理名作全集8） 1960、のち『殺意』（角川文庫）、『伯母殺人事件』（角川文庫、嶋中文庫）
- 『メリー・ウィドウの航海』（ニコラス・ブレイク、早川書房） 1960、のちハヤカワ・ミステリ文庫
- 『クラスの女生徒』（ヘレン・サトリー、秋元書房） 1964
- 『あわてないで』（マクナリー・ジョンソン、秋元書房） 1965
- 『わが王国は霊柩車』（クレイグ・ライス、早川書房、世界ミステリシリーズ） 1965
- 『第三の皮膚』（ジョン・ビンガム、創元推理文庫） 1966
- 『宇宙戦争』（ハーバート・ジョージ・ウェルズ、角川文庫） 1967
- 『大地は永遠に』（ジョージ・R・スチュワート、早川書房） 1968
- 『惑星間の狩人』（アーサー・K・バーンズ、創元推理文庫） 1969
- 『マイ・ベストSF』（L・マーグリイズ,O・フレンド編、創元推理文庫） 1969
「ロボットAL76行方不明」（Robot AL-76 Goes Astray、アイザック・アシモフ）
「火星からの教師」（The Teacher from Mars、イアンド・バインダー）
「人間そっくり」（Almost Human、ロバート・ブロック）
「盲目」（Blindness、ジョン・W・キャンベル・ジュニア）
「世界の外のはたごや」（The Inn Outside the World、エドモンド・ハミルトン）
「いま見ちゃいけない」（Don't Look Now、ヘンリー・カトナー）
「失われた種族」（The Lost Race、マレー・ラインスター）
「グリムショウ博士の療養所」（Doctor Grimshaw's Sanitarium、フレッチャー・プラット）
「究極触媒」（The Ultimate Catalyst、ジョン・テイン）
「宇宙船計画」（Project Spaceship、A・A・ヴァン・ヴォークト）
「宇宙基地一号」（Space Station No. 1、マンリー・ウエイド・ウェルマン）
「願い星叶い星」（Star Bright、ジャック・ウイリアムソン）
- 『愛のめばえ』（マージョリー・ホール、秋元書房） 1969
- 『サキ選集』（サキ、創土社） 1969
- 『シリウス / 沈黙の惑星より』（オラフ・ステープルドン / C・S・リュイス、早川書房、世界SF全集6） 1970、のち『シリウス』はハヤカワ文庫、のち「沈黙の惑星より」は『マラカンドラ - 沈黙の惑星を離れて』に改題（ちくま文庫）
- 『生のさなかにも』（アンブローズ・ビアス、創土社） 1970、のち創元推理文庫
- 『ポディの宇宙旅行』（ロバート・A・ハインライン、創元推理文庫） 1971、のち改題『天翔る少女』創元SF文庫
- 『魔境惑星アルムリック』（ロバート・E・ハワード、ハヤカワ文庫） 1972
- 『冒険の惑星』全4巻（ジャック・ヴァンス、創元推理文庫） 1973 - 1975
- 『追憶』（アーサー・ローレンツ、早川書房） 1974
- 『はるかなる仔熊の森』（ロバート・F・レスリー、草思社） 1975
- 『亡命者』（ブライアン・フリーマントル、二見書房） 1976、のち改題『別れを告げに来た男』（新潮文庫） 1979
- 『フレンチ警部の多忙な休暇』（Fatal Venture、フリーマン・W・クロフツ、創元推理文庫） 1977
- 『料理長殿、ご用心』（ナン&アイヴァン・ライアンズ、角川書店） 1979、のち角川文庫
- 『リヴィングストン アフリカの旅』（エルスペス・ハクスレー、草思社、大探検家シリーズ） 1979
- 『間違われた男』（フランシス・クリフォード、ハヤカワ文庫） 1979
- 『プリンス・ザレスキーの事件簿』（M・P・シール、創元推理文庫） 1981
- 『殺人症候群』（The Walter Syndrome、リチャード・ニーリィ、森慎一共訳、角川書店） 1982、のち角川文庫

### A・J・クローニン
- 『城砦』（A・J・クローニン、私家版）1940、のち新潮文庫(上・下)
- 『星は地上を見てゐる』上・下（A・J・クローニン、三笠書房）1951、のち新潮文庫
- 『二つの世界に賭ける』（A・J・クローニン、竹内道之助共訳、三笠書房）1953
- 『育ちゆく年』上・下（The Green Years、クローニン、新潮社）1955、のち新潮文庫

### アン・エマリイ
- 『サリーの高校生活』（アン・エマリイ、秋元書房） 1957
- 『ゴーイング・ステディ』（アン・エマリイ、秋元書房） 1957、のち改題『男女共学 - ゴーイング・ステディ』
- 『はつ恋』（アン・エマリイ、秋元書房）1958
- 『みどりの季節』（アン・エマリイ、秋元書房）1958
- 『青い果実』（アン・エマリイ、秋元書房）1959
- 『いとしい恋人たち』（アン・エマリイ、秋元書房）1961
- 『高校旅行団』（アン・エマリイ、秋元書房）1962
- 『初恋よさようなら』（アン・エマリイ、秋元書房）1963

### アガサ・クリスティー
- 『アクロイド殺人事件』（クリスチィ、新潮社）1956、のち新潮文庫
- 『ABC殺人事件』（クリスティ、新潮文庫）1960
- 『七つのダイヤル』（アガサ・クリスチィ、創元推理文庫）1963
- 『ハロウィーン・パーティ』（アガサ・クリスティー、早川書房、世界ミステリシリーズ）1971、のちハヤカワ文庫
- 『象は忘れない』（アガサ・クリスティー、早川書房）1973、のちハヤカワ文庫
- 『運命の裏木戸』（アガサ・クリスティー、早川書房）1974 のちハヤカワ文庫
- 『カーテン ポアロ最後の事件』（アガサ・クリスティー、早川書房）1975、のちハヤカワ・ミステリ文庫
- 『ゴルフ場の殺人』（アガサ・クリスチィ、創元推理文庫） 1976
- 『ベツレヘムの星』（アガサ・クリスティー、早川書房）1977、のちハヤカワ文庫
- 『ホロー荘の殺人』（アガサ・クリスティー、ハヤカワ・ミステリ文庫） 1977
- 『オリエント急行の殺人』（アガサ・クリスティー、ハヤカワ・ミステリ文庫） 1978
- 『茶色の服の男』（アガサ・クリスティー、ハヤカワ文庫） 1982
- 『忘られぬ死』（アガサ・クリスティー、ハヤカワ文庫） 1985

### 「宇宙のスカイラーク」シリーズ
- 『宇宙のスカイラーク』（E・E・スミス、創元推理文庫）1967
- 『スカイラーク3号』（E・E・スミス、創元推理文庫）1967
- 『ヴァレロンのスカイラーク』（E・E・スミス、創元推理文庫）1967
- 『スカイラーク対デュケーヌ』（E・E・スミス。創元推理文庫）1968